# Berry Peaks
Die Berry Peaks sind eine kleine Gruppe von Bergen im westantarktischen Marie-Byrd-Land. Sie ragen zwischen dem Watson Escarpment und dem südöstlichen Rand des Ross-Schelfeises unmittelbar östlich der Bender Mountains und 16 km südlich des Endes des Reedy-Gletschers auf.
Der United States Geological Survey kartierte sie anhand eigener Vermessungen und Luftaufnahmen der United States Navy aus den Jahren von 1960 bis 1963 Das Advisory Committee on Antarctic Names benannte sie 1967 nach William Berry, Funker auf der Byrd-Station im antarktischen Winter 1961.